# بريهان قمق
بريهان أحمد قمق إعلامية أردنية من أصول شركسية، ولدت في مدينة عمّان، وهي تحمل بكالوريوس في العلوم السياسية عملت في أكثر من محطة وقناة فضائية في الأردن وسلطنة عمان والإمارات. حاليا تقيم بالدوحة - قطر. شاعرة وكاتبة ومعدة ومقدمة برامج تلفزيونية ثقافية وسياسية. وناشطة في الإعلام الإلكتروني والثقافة الرقمية. متزوجة من المخرج الأردني حسن أبو شعيرة.

## مسيرتها الإعلامية
قدمت عبر شاشة التلفزيون الأردني العديد من البرامج التلفزيونية وأهمها برنامج المسابقات رواد الغد.. هو واحد من برامج المسابقات الرائدة التي عرضت على شاشة التلفزيون الأردني، والأول من نوعه من حيث توجهه في العالم العربي إذ أنه يتوجه للطلبة في مرحلة المراهقة بأسلوب أكاديمي وثقافي منوع. البرنامج من إعدادها بالتعاون مع مخرجة البرنانج هيفاء كتاب الفياض وبالتعاون مع وزارة التربية والتعليم الأردنية. وقد كان للبرنامج أثر كبير في صقل مواهب الكثير من الطلبة الأردنيين، وقد أنتجه التلفزيون الأردني عام 1985 واستمر مدة خمس سنوات متواصلة.

### نشاطاتها في الكتابة
تنشر بريهان في بعض المجلات والصحف العربية، إضافة للنشر الإلكتروني والرقمي في المواقع العربية الثقافية في شتى الموضوعات الأدبية والسياسية. بدأت ممارسة الاعلام والثقافة الرقمية على شبكة الانترنت منذ عام 1997، وساهمت في إنشاء وإدارة العديد من المواقع والمجموعات الثقافية والاعلامية. تشارك في إدارة  الثقافية التي تضم في عضويتها خمسة آلاف عضو وعضوة من الأدباء العرب في شتى أنحاء العالم:
| - معابر ، - المثقف ، - أشرعة، - التجديد العربي، - الركن الخضر، - الفوانيس، | - الندوة العربية - الحوار المتمدن - الهدف الثقافي - المناهل، - اكربول، - دار الخليج، | - الرافد، - اقلام، - دروب، - ديوان العرب - منبر الحوار والابداع، - الحافة | - أدب فن، - ميدوزا، - عفرين نت، - مركز الحارس للدراسات والإعلام، - فولتير نت، - دار ناشري،.. |

### برامج تلفزيونية
قدمت وأعدّت العديد من البرامج الحلقات التلفزيونية السياسية والثقافية والمنوعة والمسابقات لعدد من المحطات العربية، مثل التلفزيون الأردني، تلفزيون أبو ظبي، تلفزيون سلطنة عمان، تلفزيون الشارقة وكان من أبرزها:
| - مسارات، - ملفات فلسطين، - تحت المجهر، - اليوم التالي، - مفاهيم سياسية، - خلف الأحداث، | - قضيّة للحوار، - مساحة حرّة، - أوراق، - نفوس، - دروب في حياتي، | - بين الحلم والواقع، - كلمة وصورة، - رواد الغد، - بوح المكان، - هواجس امرأة عربية، - مضمار المعرفة، | - فكروا معنا، - أدب وفن، - شعر وموسيقى، - درهم وقاية، - خمسة في خمسة، | - المجلة الثقافية، - السينما والإعاقة، - يسعد مساكم، - وغيرها... |

### الدراما
أما المسلسلات الدرامية منها:
- الجزء المعاصر من تاريخ سلطنة عمان،
- أحلام تتهاوى،
- مدينة الأطفال.. وغيرها..

### تغطية لأحداث وفعاليات ثقافية
لباريهان قمق دور كبير في التغطيات البرامجية وإدارة الندوات الحوارية والوثائقية لفعاليات ثقافية دورية ولسنوات عديدة مثل:
- مهرجان جرش،
- معرض الشارقة الدولي للكتاب،
- ،معرض أبو ظبي الدولي للكتاب،
- مهرجان ايام الشارقة المسرحية،
- بينالي الشارقة.
- بالإضافة لإدارة ندوات عدة ملتقيات ومؤتمرات.

### حوارات تلفزيونية
أجرت بريهان العديد من اللقاءات والحوارات التلفزيونية مع أبرز المفكرين والنقاد والأدباء والشعراء والفنانين، والشخصيات السياسية والعلمية العربية في شتى الحقول التخصصية في أكثر من محطة تلفزيون من أبرزها: 
| - المفكر علي حرب، - المفكر عبد الوهاب المسيري، - العالم الفيزيائي منير نايفة، - العالم الجيولوجي فاروق الباز، - المفكر عبد الوهاب التازي، - الشاعر ادونيس، | - الاديب والشاعر إبراهيم نصر الله، - الشاعر سميح القاسم، - الشاعرة الراحلة فدوى طوقان، - الشاعر محمد الفيتوري، - الشاعر سيف الرحبي وغيرهم... |

## المنتديات والمؤتمرات
شاركت في العديد من المنتديات والملتقيات والمؤتمرات الإعلامية كمشاركة ومحاضرة في عدة موضوعات إعلامية، منها:
| - دراما الطفل / الأردن. - الرسوم المتحركة آثار عميقة لمرحلة ما قبل المدرسة / الاعلام والمراة /مسقط. - مؤتمر المرأة والفيديو كليب / نادي سيدات الأعمال بالشارقة. - ندوة المرأة والقنوات الفضائية / نادي سيدات الاعمال بالشارقة. - ندوة رسائل أجهزة النقال والشباب..أبعاد سوسيولوجية. | - مؤتمر صحافة الإنترنت في الوطن العربي الواقع والتحديات جامعة الشارقة. - مؤتمر المرأة في تركيا. - السينما والإعاقة/ مدينة الشارقة للخدمات الإنسانية. - مؤتمر الإعلامية والحوار مع الآخر. مركز الإعلاميات العربيات / عمّان. |

## عضويتها في الهيئات الدولية والإقليمية
| - مركز الاعلاميات العربيات - المنظمة العربية لحقوق الإنسان - منظمة كتاب بلا حدود - اتحاد كتاب الانترنت العرب - جماعة الخط الأخضر البيئية الدولية | - جماعة الخط الأخضر البيئية الكويتية - برامج الطفولة في عالم الجنوب بالتعاون مع اليونيسيف - مدينة الشارقة للخدمات الإنسانية.. - جمعية AWG للنساء العالمية |

## الجوائز وشهادات التكريم مهنيا
- جائزة أفضل مذيعة ومقدمة برامج لعام 1989 في الأردن
- الإعداد وكتابة السيناريو والحوار لمسلسل (مدينة الأطفال) كأفضل عمل خليجي متكامل في مهرجان النادي الأهلي بدبي عام 1992.
- الجائزة الذهبية كأفضل عمل خليجي متكامل للأطفال عن الإعداد وكتابة السيناريو والحوار لبرنامج (مدينة الأطفال) في الملتقى الخليجي للإنتاج التلفزيوني في البحرين عام 1993.
- الجائزة الذهبية عن الإعداد وكتابة السيناريو والحوار لمسلسل (مدينة الأطفال) في المهرجان العربي للإذاعة والتلفزيون / تونس 1994.
- الجائزة الذهبية في القاهرة عن إعداد وكتابة السيناريو والحوار لمسلسل مدينة الأطفال.
- الجائزة الذهبية للبرنامج الوثائقي بوح المكان / القاهرة.
- شهادة تقدير من اليونيسيف عن برنامج الجوع في عالم الجنوب.
- شهادة تقدير للجهود الإعلامية من إمارة الشارقة.
- شهادة تقدير من مؤسسة التعاون للمشاركة في تقديم تليثون القدس تناديكم.
- شهادة تقدير من مدينة الشارقة للخدمات الإنسانية للجهود التطوعية في مجال خدمة ذوي الاحتياجات الخاصة.
- شهادة تقدير للتميز والإبداع من منطقة الشارقة التعليمية.
- شهادة تقدير من دائرة الثقافة والإعلام للتغطية الإعلامية لمعرض الشارقة الدولي للكتاب.
- درع الشاعر البدوي الملثم دارة الثقافة والفكر بالاردن لمساهماتي كشاعرة واعلامية أردنية .
- درع دارة الثقافة والفكر بالأردن دارة الثقافة والفكر بالاردن للدور الثقافي .